# Acanthochitonidae
Famille
Synonymes
- voir paragraphe #Synonymes

Les Acanthochitonidae sont une famille de mollusques de la classe des chitons.

## Synonymes
Selon WoRMS en 2025, les synonymes sont au nombre de deux :
- Acanthochitidae Rochebrune, 1882
- Afossochitoninae Ashby, 1925[1].

## Liste des genres
Selon World Register of Marine Species (23 juin 2020) :
- genre Acanthochitona Gray, 1821
- genre Afossochiton Ashby, 1925 †
- genre Americhiton Watters, 1990
- genre Bassethullia Pilsbry, 1928
- genre Choneplax Carpenter MS, Dall, 1882
- genre Craspedochiton Shuttleworth, 1853
- genre Craspedoplax Iredale & Hull, 1925
- genre Cryptochiton Middendorff, 1847
- genre Cryptoconchus Burrow, 1815
- genre Leptoplax Dall, 1882
- genre Lirachiton Ashby & Cotton, 1939 †
- genre Notoplax H. Adams, 1862
- genre Pseudotonicia Ashby, 1928